# Dům U tonoucí hvězdy
Dům U tonoucí hvězdy je novela českého novoromantického básníka a prozaika Julia Zeyera. Novela vyšla nejprve časopisecky roku 1894 v Květech, knižně pak roku 1897 v nakladatelství Františka Šimáčka.
Novelu s podtitulem Z pamětí neznámého lze považovat za romaneto. Obsahuje fantastické motivy, postavu s tajemstvím, tajemný dům, šílenství, zločin a projevují se v ní odkazy na gotický román. V novele se objevuje i mysticismus a určitou roli v ní hrají také okultní vědy. Kromě toho obsahuje novela značné autobiografické prvky, týkající se Zeyerových názorů na víru a jeho hledání sebe sama, související s nesvobodou českého národa, což je jeden z typických pocitů české dekadence. Rovněž motiv cestování jednoho z hrdinů novely vykazuje shody s autorovými cestami po Evropě.

## Obsah novely
Novela se odehrává koncem 19. století a je vyprávěna v první osobě mladým českým studentem medicíny Severinem, který pracuje v jedné pařížské nemocnici. Na svých toulkách po Paříži narazí ve čtvrti kolem gotického kostela sv. Juliana na starý dům, který na první pohled upoutá jeho pozornost a jitří jeho fantazii. Severin je uchvácen jeho tajemnou atmosférou a je přesvědčen, že v domě žijí nadmíru zajímaví lidé. Podle starého rozpuklého znaku nade dveřmi, na kterém je hvězda ve vlnách, nazve Severin tento dům Domem U Tonoucí hvězdy.
Později se do nemocnice dostane po dopravní nehodě muž, který trpí halucinacemi a podle Severinových kolegů mluví podivnou řečí. Severin zjistí, že jde o Slováka jménem Rojko. Brzy se oba spřátelí a Severin zjistí, že Rojko bydlí v Domě U tonoucí hvězdy. Po vzájemném sblížení vypravuje Rojko Severinovi o svém životě, o svém dětství a o své nesvobodné vlasti. Rovněž vypravuje o svém otci, protestantském faráři. Když Rojko ztratil víru, jeho otec to tak velmi těžce nesl, že jej s kletbou vyhnal z domu. Rojko pak hodně cestoval (Německo, Anglie, Mexiko), až nakonec zakotvil jako úředník v Paříži. Trápí jej, že spáchal temný zločin, ale nechce o něm mluvit.
Po čase je Severin pozván Rojkem do Domu U Tonoucí hvězdy a postupně se seznamuje s jeho obyvateli. Zjišťuje, že obyvatele domu pojí tragické životní osudy, jako by byl dům prokletý. Žijí zde tři stařeny, Celestina, Honorina a Antonia, jejichž pokoji se říká „klec tří pomatených“, jakoby z něho nemohli odejít. Pozná také mladou prostitutku Virginii, která je zamilovaná do vojáka a opilce, který s ní jen manipuluje. Severin je zmaten svými pocity z návštěvy a bojí se, že Rojko má na něho neblahý vliv. Má strach o svůj duševní stav a rozhodne se, že Rojka již nebude navštěvovat. Po několika dnech se ale za ním znovu vydá.
Rojkova nemoc se postupně zhoršuje a jednoho dne Rojko Severinovi začne vyprávět konec svého životního příběhu. Za pobytu v Anglii, kde pracoval jako lokaj u šlechtice, který mu slíbil, že je zasvětí do okultních věd, se zamiloval do jeho mladé sestry Edity. Edita však milovala lorda Daltona, který byl vášnivým hráčem. Proto mu dala na výběr, buď ona nebo hra. Vzápětí poslala Rojka za Daltonem s omluvným listem. Rojko si dopis cestou přečetl. Protože v něm stálo, že Edita se všeho vzdá a s Daltonem uprchne, list nedoručil. I Dalton mu dal pro Editu dopis, ve kterém jí slíbil, že již nikdy nebude hrát. Rojko ani tento list nedoručil. Edita se po roce provdala za muže, kterého jí vybrala rodina, a lord Dalton se zastřelil. Rojko už nemohl unést tíhu svědomí a Editě oba nedoručené dopisy předal. Ta následně žalem zemřela. Od té doby Rojko žije s pocitem hrozné viny.
Rojkova otřesná zpověď Severinem otřásla tak, že musel odejít. K Rojkovi se vrátil až po dvou dnech a zjistí, že Rojko se zmítá na hranici šílenství. Požaduje, aby mu Severin přečetl příběh od Thomase de Quinceyho Levana a matky žalu. Rojko vidí tyto matky žalu, Mater lacrimarum (Matku slz), Mater suspiriorum (Matku vzdechů) a Mater tenebrarum (Matku temnoty), ve svých blouznivých vidinách jako tři strašlivé sestry, které vládnou v domě. Severin dochází k názoru, že Rojko je blízko smrti a téměř jej neopouští.
Jednoho dne Severin zjistí, že Virginie, kterou opustil její voják, spáchala sebevraždu. Naplnila dvě velké pánve uhlím, které zapálila a udusila se kouřem. Když se otřesen vrátí k Rojkovi, ten prohlásí „Smrt vešla do domu“, později se začne šíleně smát a zemře. Severin prchne z domu a jako pomatený běhá po ulicích. Když konečně nabude opět rozvahy, vrátí se k domu U Tonoucí hvězdy a zjistí, že dům je celý v plamenech, které šlehají ze všech oken. Požár údajně vznikl od uhlíku z pánve, pomocí které se zabila Virginie, a zahynuly při něm i tři stařeny z „klece pomatených“. Severin nemůže odtrhnout oči od divokých plamenů, zdá se mu, že v Rojkově okně vidí „tři ohromné stíny, tajůplné, zastřené závojem černého dýmu, ty tři sudice, ty tři Matky žalu“ a nade všechen okolní hluk slyší “příšerný, děsuplný, šílený, démonický smích“ umírajícího Rojka..

## Divadelní adaptace
- František Derfler: Dům U tonoucí hvězdy, premiéra roku 2003 v brněnském Divadle U Stolu, v roli Severina Ladislav Lakomý a v roli Rojka Igor Bareš.[5]